# Ángel Rodríguez (moto)
Pour les articles homonymes, voir Ángel Rodríguez.
Ángel Rodríguez Campillo (né le 20 mai 1985 à Elche dans la province d'Alicante en Espagne) est un pilote professionnel de Grand Prix de motocyclisme. Il a couru dans les championnats du monde 125cc et 250cc entre 2000 et 2009. Il participe actuellement au championnat RFME Superstock 1000 au guidon d'une Kawasaki ZX-10R.
Rodríguez commence à courir en pocketbike. Il participe au championnat d'Espagne, où il remporte le titre en 2001 face à des pilotes comme Casey Stoner, Jorge Lorenzo, Chaz Davies et Marco Simoncelli. Il fait également ses débuts dans le championnat du monde 125cc en 2000. En 2001, il roule pour l'équipe Aspar avec sa moto CEV Aprilia. En 2001, il fait quelques bonnes courses dont une sixième place à Jerez et une belle course à Phillip Island. Dans cette course, il se bat pour la victoire jusqu'au dernier tour, mais un pilote chute devant lui alors qu'Angel est troisième et il chute.
En 2002, il continue à travailler avec l'équipe Aspar et améliore ses résultats de qualification en commençant certaines courses en deuxième ligne, mais il a des accidents et des défaillances mécaniques et ne termine pas beaucoup de courses. Après ces mauvais résultats, Angel et l'équipe Aspar décident de mettre fin à leur collaboration, mais ils se retrouvent lors de la dernière manche de la catégorie 250cc à Valence.
En 2004, il roule pour Derbi en tant que coéquipier de Jorge Lorenzo, mais Angel n'a pas de bons résultats. Il est dans la même équipe que Jorge Lorenzo mais avec une moto très différente - plus vieille et avec de nombreux problèmes mécaniques lors des essais libres, des qualifications et des courses, ce qui explique pourquoi Angel ne termine pas beaucoup de courses lors de la saison 2004.
En 2005 et 2006, il améliore ses résultats dans la catégorie en réalisant le tour le plus rapide de la course en Australie en 2005 avec la moto du Team Toth, ce qui est une très bonne performance, car avant qu'Angel n'arrive dans cette équipe, elle n'avait obtenu aucun point cette saison-là.
En 2007, il rejoint le CEV, réalisant une excellente saison pour sa première saison en 600cc. Il termine troisième à cause d'une blessure.
En 2008, Rodríguez devient champion d'Espagne des 600cc en remportant toutes les courses et en faisant toutes les poles du championnat. Il devient également champion d'Europe, en remportant ce championnat contre certains pilotes ayant roulé en World SSP. Il fait également trois apparitions en Mondial Supersport avec sa moto CEV, réalisant 2 top 10 en 3 courses. Après cette saison exceptionnelle, certaines équipes du World SSP et du World SBK sont intéressées pour le recruter et l'équipe Aspar a également des conversations avec Angel pour la saison 2009 de MotoGP, mais en raison de problèmes de sponsors, il ne signe avec aucune de ces équipes.
En 2009, il remporte les trois courses et les trois poles du championnat d'Espagne, mais il arrête ensuite de courir en raison de problèmes avec RFME et parce qu'il n'a pas le soutien des sponsors pour revenir au championnat du monde.
En 2012, il est de retour en Moto2, mais après les premières courses, il décide de mettre fin au contrat avec son équipe parce qu'elle ne dispose pas de l'équipement nécessaire pour se battre dans le top 5.
Après cela, Angel va au FIM CEV et roule avec l'ancienne Suzuki, avec des résultats étonnants, dont une pole et une victoire, et le record de la piste sur le circuit d'Alcarras.
En 2016 et 2017, il termine troisième de la CEV en obtenant de bons résultats dans la catégorie avec de nombreux podiums et en étant l'une des références de la catégorie.

## Statistiques en carrière

### Statistiques en Grand Prix

#### Par saison
| Saison | Cat.  | Moto    | Équipe                      | Numéro | Course | Victoire | Podium | Pole | Meilleur tour | Points | Classement |
| ------ | ----- | ------- | --------------------------- | ------ | ------ | -------- | ------ | ---- | ------------- | ------ | ---------- |
| 2000   | 125cc | Aprilia | Analco-3C Racing            | 47     | 1      | 0        | 0      | 0    | 0             | 0      | NC         |
| 2001   | 125cc | Aprilia | Valencia Circuit Aspar Team | 31     | 15     | 0        | 0      | 0    | 0             | 27     | 20th       |
| 2002   | 125cc | Aprilia | Master-Aspar Team           | 47     | 9      | 0        | 0      | 0    | 0             | 17     | 24th       |
| 2002   | 250cc | Aprilia | Racing Damas                | 74     | 1      | 0        | 0      | 0    | 0             | 0      | NC         |
| 2004   | 125cc | Derbi   | Caja Madrid Derbi Racing    | 47     | 16     | 0        | 0      | 0    | 0             | 2      | 32nd       |
| 2005   | 125cc | Honda   | LG Mobile Galicia Team      | 47     | 12     | 0        | 0      | 0    | 1             | 16     | 22nd       |
| 2005   | 125cc | Aprilia | Team Toth                   | 47     | 12     | 0        | 0      | 0    | 1             | 16     | 22nd       |
| 2006   | 125cc | Aprilia | 3C Racing                   | 10     | 11     | 0        | 0      | 0    | 0             | 20     | 18th       |
| 2009   | 250cc | Aprilia | Balatonring Team            | 47     | 1      | 0        | 0      | 0    | 0             | 0      | NC         |
| 2012   | Moto2 | FTR     | Desguaces La Torre SAG      | 47     | 6      | 0        | 0      | 0    | 0             | 0      | NC         |
| 2012   | Moto2 | Bimota  | Desguaces La Torre SAG      | 47     | 6      | 0        | 0      | 0    | 0             | 0      | NC         |
| Total  |       |         |                             |        | 72     | 0        | 0      | 0    | 1             | 82     |            |

#### Courses par année
(légende) (Les courses en gras indiquent la pole position, les courses en italique indiquent le tour le plus rapide.)
| Année | Cat.  | Moto    | 1       | 2       | 3       | 4       | 5       | 6       | 7       | 8       | 9       | 10      | 11      | 12      | 13      | 14      | 15      | 16      | 17  | Pos. | Pts |
| ----- | ----- | ------- | ------- | ------- | ------- | ------- | ------- | ------- | ------- | ------- | ------- | ------- | ------- | ------- | ------- | ------- | ------- | ------- | --- | ---- | --- |
| 2000  | 125cc | Aprilia | RSA     | MAL     | JPN     | SPA     | FRA     | ITA     | CAT DNQ | NED     | GBR     | GER     | CZE     | POR     | VAL Ret | BRA     | PAC     | AUS     |     | NC   | 0   |
| 2001  | 125cc | Aprilia | JPN Ret | RSA Ret | SPA 6   | FRA DNS | ITA 20  | CAT Ret | NED Ret | GBR 9   | GER 8   | CZE 17  | POR Ret | VAL 15  | PAC 15  | AUS 23  | MAL 17  | BRA Ret |     | 20e  | 27  |
| 2002  | 125cc | Aprilia | JPN 7   | RSA Ret | SPA Ret | FRA Ret | ITA Ret | CAT Ret | NED 10  | GBR Ret | GER 14  | CZE     | POR     | BRA     | PAC     | MAL     | AUS     |         |     | 24e  | 17  |
| 2002  | 250cc | Aprilia |         |         |         |         |         |         |         |         |         |         |         |         |         |         |         | VAL 18  |     | NC   | 0   |
| 2004  | 125cc | Derbi   | RSA Ret | SPA Ret | FRA 18  | ITA Ret | CAT 15  | NED 15  | BRA Ret | GER Ret | GBR Ret | CZE Ret | POR Ret | JPN Ret | QAT Ret | MAL Ret | AUS Ret | VAL Ret |     | 32e  | 2   |
| 2005  | 125cc | Honda   | SPA Ret | POR 21  | CHN Ret | FRA Ret | ITA Ret | CAT 20  | NED 22  | GBR Ret | GER Ret | CZE     | JPN     | MAL     |         |         |         |         |     | 22e  | 16  |
| 2005  | 125cc | Aprilia |         |         |         |         |         |         |         |         |         |         |         |         | QAT Ret | AUS 8   | TUR 8   | VAL     |     | 22e  | 16  |
| 2006  | 125cc | Aprilia | SPA Ret | QAT 7   | TUR 10  | CHN Ret | FRA 11  | ITA Ret | CAT Ret | NED Ret | GBR 19  | GER Ret | CZE 17  | MAL     | AUS     | JPN     | POR     | VAL     |     | 18e  | 20  |
| 2009  | 250cc | Aprilia | QAT     | JPN     | SPA     | FRA Ret | ITA     | CAT     | NED     | GER     | GBR     | CZE     | INP     | RSM     | POR     | AUS     | MAL     | VAL     |     | NC   | 0   |
| 2012  | Moto2 | FTR     | QAT 20  | SPA 20  | POR 22  |         |         |         |         |         |         |         |         |         |         |         |         |         |     | NC   | 0   |
| 2012  | Moto2 | Bimota  |         |         |         | FRA Ret | CAT 20  | GBR 26  | NED     | GER     | ITA     | INP     | CZE     | RSM     | ARA     | JPN     | MAL     | AUS     | VAL | NC   | 0   |

### Championnat du monde Supersport

#### Courses par année
(légende) (Les courses en gras indiquent la pole position, les courses en italique indiquent le tour le plus rapide.)
| Année | Moto   | 1        | 2        | 3          | 4            | 5           | 6        | 7        | 8        | 9        | 10       | 11       | 12       | 13       | Pos | Pts |
| ----- | ------ | -------- | -------- | ---------- | ------------ | ----------- | -------- | -------- | -------- | -------- | -------- | -------- | -------- | -------- | --- | --- |
| 2008  | Yamaha | QAT (nl) | AUS (en) | SPA (en) 8 | NED (nl) Ret | ITA (it) 10 | GER (en) | SMR (it) | CZE (nl) | GBR (en) | EUR (en) | ITA (it) | FRA (nl) | POR (en) | 24e | 14  |